# Obsidian (програмне забезпечення)
Obsidian — це персональна база знань і програма для створення нотаток, яка працює з файлами Markdown. Дозволяє користувачам створювати внутрішні посилання між нотатками, а потім візуалізувати зв'язки у вигляді графа. Він розроблений, щоб допомогти користувачам упорядкувати та структурувати свої думки та знання гнучким, нелінійним способом. Програмне забезпечення безкоштовне для особистого користування, комерційні ліцензії доступні за плату.

## Історія
Obsidian був започаткований Шида Лі та Ерікою Сю під час карантину через пандемію COVID-19. Лі та Сю, які познайомилися під час навчання в Університеті Ватерлоо, вже співпрацювали над кількома програмними проектами. Obsidian був випущений 30 березня 2020 року. Версія 1.0.0 була випущена в жовтні 2022 року. Версія 1.1, яка додала плагін ядра Canvas, випущена в грудні 2022 року. У лютому 2023 року Стеф Анго приєднався до Obsidian як генеральний директор.

## Особливості
Obsidian побудований на Electron. Це кросплатформна програма, яка працює на Windows, Linux і macOS, а також на мобільних операційних системах, таких як Android і iOS. Вебверсії програмного забезпечення немає. Obsidian на всіх платформах можна налаштувати, додавши плагіни та теми, які дозволяють користувачам розширити функціональність програмного забезпечення за допомогою додаткових функцій або інтеграції з іншими інструментами. Obsidian розрізняє основні плагіни, які випускає та підтримує команда Obsidian, і плагіни спільноти, початкові коди яких доступні на GitHub і створюються користувачами. Приклади плагінів спільноти включають дошку завдань у стилі Канбан і віджет календаря. Існує понад 200 створених спільнотою тем для використання з програмою.
Obsidian працює з текою текстових документів; кожна нова нотатка в Obsidian генерує новий текстовий документ, всі документи можна шукати з програми. Obsidian дозволяє внутрішні посилання між нотатками та створює інтерактивний граф, який візуалізує зв'язки між нотатками. Форматування тексту в Obsidian досягається за допомогою Markdown, але Obsidian забезпечує миттєвий попередній перегляд відформатованого тексту.
Форум і сервер Discord хостяться розробниками.